# Aeroportul Regional Fayetteville
Aeroportul Regional Fayetteville (IATA: FAY, ICAO: KFAY, FAA LID: FAY) este un aeroport din Comitatul Cumberland, Carolina de Nord, Carolina de Nord, Statele Unite ale Americii ce deservește zona Carolina de Nord. Aeroportul a fost tranzitat în 2019 de 433.684 de pasageri.
Situat la o altitudine de 58 m, aeroportul dispune de 2 piste.

## Infrastructură

### Piste
Aeroportul dispune de 2 piste. Pista 04/22 are suprafața de asfalt și dimensiunile 7.709 picioare × 150 picioare. Pista 10/28 are suprafața de asfalt și dimensiunile 4.801 picioare × 150 picioare. 